# Alojz Gorjup
Alojz Gorjup, slovenski posestnik, politični in prosvetni delavec, * 1. november 1850, Prosek, Avstro-Ogrska, † 12. december 1912, Prosek, Kraljevina Italija.

## Življenje in delo
Po končani osnovni šoli na Proseku je pomagal očetu pri vodenju družinskega posestva, trgovine in gostilne. V politiko ga je pritegnil Ivan Nabergoj. Pred volitvami je imel navado, da je kmetom črtal dolgove, če so volili Nabergoja. Tudi sam je bil trikrat izvoljen v tržaški deželni svet (1897, 1906 in 1909). Za cerkev v Trebčah je daroval sliko sv. Cirila in Metoda. Boril se je za pravice svojih rojakov. Dolgo vrsto let je bil predsednik pevskega društva Hajdrih. Leta 1912 ob 25-letnici obstoja mu je društvo podelilo naziv častnega člana.